# Eupithecia uniformata
Eupithecia uniformata là một loài bướm đêm trong họ Geometridae.